# Glendale, Kalifornija
Glendale je grad u američkoj saveznoj državi Kaliforniji. Upravno pripada okrugu Los Angeles. Prije doseljavanja kolonijalista područje grada bilo je naseljeno Gabrieleño Indijancima.
U gradu se nalazi Forest Lawn Memorial Park Cemetery, groblje na kojem su pokopane neke od najvećih zvijezda klasičnog Hollywooda.

## Zemljopis
Glendale leži u dvije velike doline: San Fernandu i San Gabrielu, u podnožju planine Verdugo. Nalazi se 12 km sjeverno od centra Los Angelesa i 30-ak km sjeveroistočno od pacifičke obale. S 207.303 stanovnika (procjena 2009.) treći je po veličini grad u okrugu Los Angeles i 17. u Kaliforniji.
U gradu prevladava mediteranska klima, a tijekom cijele godine temperature se penju iznad 20 °C.

## Stanovništvo
Prema popisu stanovništva iz 2000. godine grad je imao 194.973 stanovnika,
, 71.805 domaćinstava i 49.617 obitelji. Prosječna gustoća naseljenosti bila je 2.456 stan./km²
Prema rasnoj podjeli u gradu živi najviše bijelaca 63,6%, Afroamerikanaca ima 1,6%, Azijata 16,1%, dok je 19,7% stanovništva latinoameričkog podrijetla.

## Gradovi prijatelji
- Kapan, Armenija
- Higašiosaka, Japan
- Tlaquepaque, Meksiko
- Rosarito Beach, Meksiko

## Vanjske poveznice
- Službena stranica  Arhivirana inačica izvorne stranice od 16. kolovoza 2006. (Wayback Machine) (engl.)

### Ostali projekti
|  | Zajednički poslužitelj ima još gradiva o temi Glendale, Kalifornija |